# Hypolimnas saturnia
Hypolimnas saturnia är en fjärilsart som beskrevs av Hans Fruhstorfer 1903. Hypolimnas saturnia ingår i släktet Hypolimnas och familjen praktfjärilar. Inga underarter finns listade i Catalogue of Life.